# Дан-Аксель Загаду
Дан-Аксе́ль Загаду́ (фр. Dan-Axel Zagadou, нар. 3 червня 1999) — французький футболіст івуарійського походження, який грає в центрі захисту «Штутгарту».

## Клубна кар'єра
Загаду почав свою кар'єру, граючи на молодіжному рівні за клуб рідного міста Кретей, перед тим, як підписати контракт з ПСЖ у віці 12 років 2011-го року. Зіграв 9 ігор за парижан у аматорському чемпіонаті Франції 2016—2017 років.
5 червня 2017 року німецький клуб «Боруссія» з Дортмунду оголосив про підписання із вільним агентом Загаду п'ятирічного контракту. Дебютував 5 серпня 2017 року матчі за Суперкубок проти «Баварії». Вийшов на поле в стартовому складі і був замінений Феліксом Пасслаком на 77-й хвилині. 19 серпня того ж року дебютував в Бундеслізі, в матчі першого туру проти «Вольфсбурга», вийшовши в стартовому складі і будучи заміненим на 78-й хвилині все тим же Пасслаком. 28 жовтня 2017 року він забив свій перший гол за «Боруссію» (4:2) на виїзді з «Ганновер 96», де також отримав свою першу червону картку на 59-й хвилині.
13 вересня 2017 року дебютував за «Боруссію» в Лізі чемпіонів проти «Тоттенгем Готспур» (1:3), замінивши на 80-й хвилині Омера Топрака.

## Міжнародна кар'єра
Гравець юнацьких збірних Франції. Брав участь в чемпіонаті Європи 2016 року серед юнаків до 17 років. Зіграв на турнірі у всіх трьох зустрічах.

## Титули і досягнення
- Володар Суперкубка Німеччини (1):

«Боруссія» (Дортмунд): 2019
- Володар Кубка Німеччини (2):

«Боруссія» (Дортмунд): 2020-21
«Штутгарт»: 2024-25